# Tehama County
Das Tehama County ist ein County im Bundesstaat Kalifornien der Vereinigten Staaten. Der Verwaltungssitz (County Seat) ist Red Bluff.

## Geographie
Das County liegt in Nordkalifornien und hat eine Fläche von 7672 Quadratkilometern, wovon 29 Quadratkilometer Wasserfläche sind. Es grenzt im Uhrzeigersinn an folgende Countys: Shasta County, Plumas County, Butte County, Glenn County, Mendocino County und Trinity County.

## Geschichte
Tehama County wurde 1856 aus Butte County, Colusa County und Shasta County gegründet. Das County wurde nach der Stadt Tehama benannt. Mögliche Ursprünge liegen im Arabischen Wort tehama („heiße Tiefländer“), im Spanischen Wort tejamanil oder „hohes Wasser“ im Dialekt der Indianer Nordamerikas.
Insgesamt sind 10 Bauwerke und Stätten des Countys im National Register of Historic Places eingetragen.

## Demografische Daten

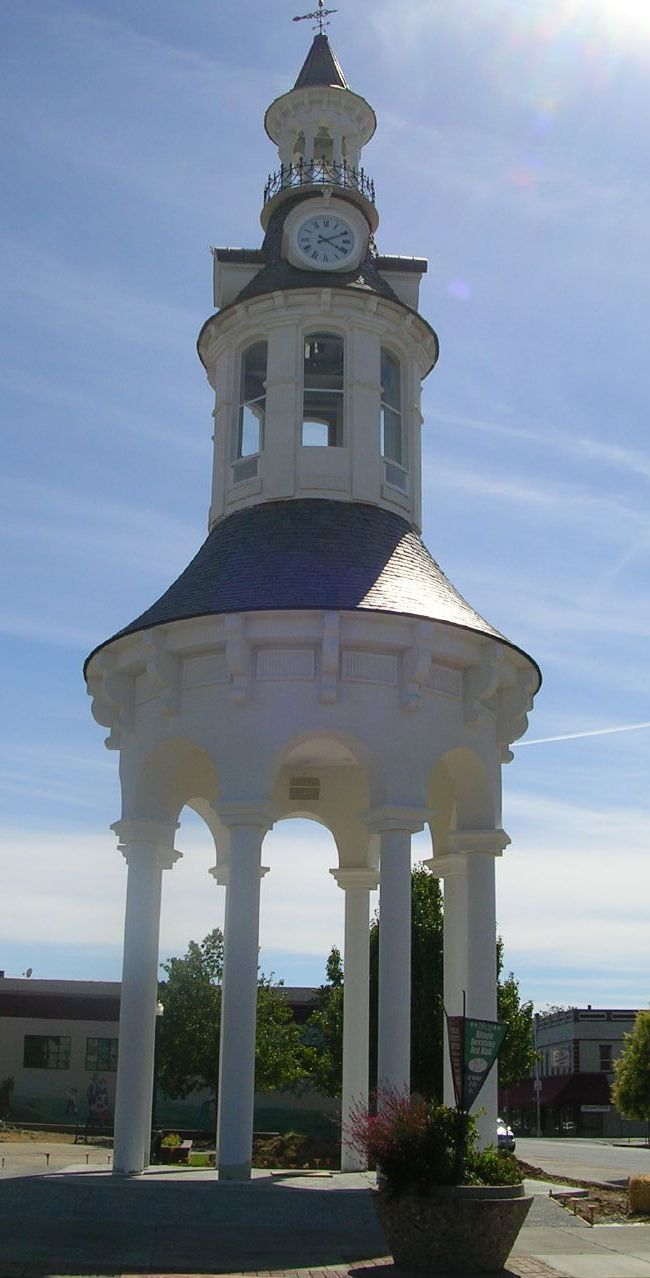
Cone & Kimball Plaza Clocktower, gelistet im NRHP Nr. 79000564

Nach der Volkszählung im Jahr 2000 lebten im Tehama County 56.039 Menschen. Es gab 21.013 Haushalte und 14.898 Familien. Die Bevölkerungsdichte betrug 7 Einwohner pro Quadratkilometer. Ethnisch betrachtet setzte sich die Bevölkerung zusammen aus 84,79 % Weißen, 0,57 % Afroamerikanern, 2,10 % amerikanischen Ureinwohnern, 0,79 % Asiaten, 0,10 % Bewohnern aus dem pazifischen Inselraum und 8,26 % aus anderen ethnischen Gruppen; 3,39 % stammten von zwei oder mehr ethnischen Gruppen ab. 15,83 % der Bevölkerung waren spanischer oder lateinamerikanischer Abstammung.
Von den 21.013 Haushalten hatten 32,90 % Kinder und Jugendliche unter 18 Jahre, die bei ihnen lebten. 54,60 % waren verheiratete, zusammenlebende Paare, 11,60 % waren allein erziehende Mütter. 29,10 % waren keine Familien. 24,00 % waren Singlehaushalte und in 11,50 % lebten Menschen im Alter von 65 Jahren oder darüber. Die Durchschnittshaushaltsgröße betrug 2,62 und die durchschnittliche Familiengröße lag bei 3,08 Personen.
Auf das gesamte County bezogen setzte sich die Bevölkerung zusammen aus 27,40 % Einwohnern unter 18 Jahren, 7,80 % zwischen 18 und 24 Jahren, 25,70 % zwischen 25 und 44 Jahren, 23,20 % zwischen 45 und 64 Jahren und 15,90 % waren 65 Jahre alt oder darüber. Das Durchschnittsalter betrug 38 Jahre. Auf 100 weibliche Personen kamen 97,70 männliche Personen, auf 100 Frauen im Alter ab 18 Jahren kamen statistisch 95,00 Männer.
Das jährliche Durchschnittseinkommen eines Haushalts betrug 31.206 USD, das Durchschnittseinkommen der Familien betrug 37.277 USD. Männer hatten ein Durchschnittseinkommen von 30.872 USD, Frauen 22.864 USD. Das Prokopfeinkommen betrug 15.793 USD. 17,30 % Prozent der Bevölkerung und 13,00 % der Familien lebten unterhalb der Armutsgrenze. 24,00 % davon waren unter 18 Jahre und 9,20 % waren 65 Jahre oder älter.

## Orte im County

### Citys
- Corning
- Red Bluff (County Seat)
- Tehama

### CDPs
- Bend
- Dales
- Flournoy
- Gerber
- Lake California
- Las Flores
- Los Molinos
- Manton
- Mineral
- Paskenta
- Paynes Creek
- Proberta
- Rancho Tehama
- Richfield
- Vina